# Malajalam jezik
Malajalam jezik (Malayalam, മലയാളം, malayālam) jezik je blizak tamilskom iz grupe dravidskih jezika. Ovaj jezik govori više od 35 milijuna ljudi, zvanih Malayali, prije svega u indijskoj saveznoj državi Kerala i teritoriju Lakadivi. Jedan je od 23 službeno priznata jezika Indije.
Usko je povezan s tamilskim jezikom, od kojega se podijelio oko 10. stoljeća. Najraniji književni pisani tekst napisan na tom jeziku datira iz 13. stoljeća. Kao i drugi glavni dravidski jezici, i malajalam ima niz regionalnih dijalekata, koji odražavaju razlike u kasti (društvenoj klasi) i religiji, te izrazite razlike u formalnoj i neformalnoj primjeni. Smatra se da je pismenost onih, koji govore malajalam veća od pismenosti onih koji govore bilo koji drugi indijski jezik.
Za pisanje malajalam jezika koristi se posebno pismo, malajalam pismo. Ono je, kao i većina indijskih pisama, nastalo iz brami pisma u 12. stoljeću, zajedno s tamilskim pismom kao južnoindijske inačice brami pisma. 